# Gethin
Gethin  è un nome proprio di persona gallese maschile.

## Varianti
- Maschili: Gethen[3]

## Origine e diffusione
Riprende il soprannome e poi cognome gallese Cethin; etimologicamente, deriva da un termine che vuol dire "dalla pelle scura", "scuro", "bruno", ed è quindi analogo per significato ai nomi Mauro, Melania, Moreno, Blake e Cole.

## Onomastico
Il nome è adespota, cioè privo di santo patrono; l'onomastico si può festeggiare il 1º novembre, festa di Ognissanti.

## Persone
- Gethin Anthony, attore inglese
- Gethin Jenkins, rugbista a 15 britannico
- Gethin Jones, calciatore australiano